# Blechroneromia
Blechroneromia is een geslacht van vlinders van de familie spanners (Geometridae), uit de onderfamilie Geometrinae.

## Soorten
- B. ambinanitelo Viette, 1978
- B. anthosyne Prout, 1925
- B. eluta Prout, 1925
- B. griveaudi Viette, 1976
- B. gutierrezi Viette, 1971
- B. herbuloti Viette, 1976
- B. malagasy Viette, 1976
- B. meridionalis Viette, 1976
- B. mianta Prout, 1925
- B. pauliani Viette, 1976
- B. perileuca Prout, 1925
- B. peyrierasi Viette, 1976
- B. pudica Herbulot, 1972
- B. sogai Viette, 1976
- B. toulgoeti Viette, 1976